# Malcolm Winters
Malcolm Winters is een personage uit de Amerikaanse soapserie The Young and the Restless. De rol werd door Shemar Moore gespeeld van 1994 tot 2002 en opnieuw van 2004 tot 2005.

## Personagebeschrijving
Malcolm kwam in 1994 naar Genoa City en was vastberaden om zijn halfbroer Neil te leren kennen. Neil wilde aanvankelijk niets met zijn rebelse broer te maken hebben, maar besloot hem uiteindelijk een tweede kans te geven. Met de hulp van Blade Bladeson werd Malcolm een vermaarde fotograaf.
Hij werd verliefd op Drucilla Barber maar het werd niets tussen hen en zij trouwde met Neil. Malcolm bleef echter naar Drucilla verlangen en op een avond had Drucilla medicijnen genomen en verwarde ze Malcolm met Neil en had seks met hem. Toen ze Neils naam schreeuwde had Malcolm in de gaten dat ze geen avances op hem gemaakt had. De volgende ochtend besefte hij dat hij een fout had gemaakt en vertelde dit aan Dru’s zuster Olivia.
Negen maanden later kreeg Drucilla een dochter, Lily. Ze had er zichzelf van overtuigd dat Neil de vader was en vergaf Malcolm. Olivia koppelde Malcolm aan haar collea Keesha Monroe. Ze werden verliefd, maar dan werd er aids vastgesteld bij Keesha. Ze trouwden en kort daarna stierf ze.
Olivia was ook net haar man verloren en Malcolm zorgde voor haar en haar zoontje Nate. Ze trouwden in 1997. Eén jaar later kwam Malcolms ex Callie Rogers naar Genoa City en Olivia werd erg jaloers. Haar onzekerheid verwoestte haar huwelijk met Malcolm waardoor hij een relatie begon met Callie. Ze verloofden zich, maar dan verbrak Callie de relatie en verliet ze de stad.
Neil en Drucilla waren inmiddels gescheiden en de broers werden nu verliefd op dezelfde vrouw, Alex Perez. In Kenia ontdekte Malcolm dit en toen hij over een brug reed stortte deze in en werd hij dood gewaand.
Drie jaar later keerde hij levend en wel terug naar Genoa City. Hij wilde niets met Neil te maken hebben omdat hij vond dat hij niet genoeg geprobeerd had om hem te redden. Uiteindelijk legden ze het bij. Malcolm eiste een vaderschapstest van Drucilla en daaruit bleek dat hij effectief de vader was. Ze besloten het wel geheim te houden om Lily en Neil te sparen en in september 2005 verliet Malcolm de stad. Naderhand kwamen Lily en Neil dit toch nog aan de weet.